# Bahnstrecke Edinburgh–Dundee
| British Rail Class 170 bei der Forth Bridge in der Nähe vom Bahnhof Dalmeny |                      |                                              |                                              |
| |                      |                                              |                                              |
| Spurweite: | 1435 mm (Normalspur) |                                              |                                              |
| |                      |                                              |                                              |
| \| \| \| von London über die East Coast Main Line \| \| \| \| 0m 00ch \| Edinburgh Waverley \| Edinburgh Waverley \| \| \| 1m 19ch \| Edinburgh Haymarket \| Edinburgh Haymarket \| \| \| \| nach London über die West Coast Main Line \| \| \| \| \| Straßenbahn Edinburgh \| \| \| \| \| nach Glasgow über Falkirk \| \| \| \| 4m 45ch \| South Gyle \| South Gyle \| \| \| 5m 33ch \| Edinburgh Gateway \| Edinburgh Gateway \| \| \| \| von Linlithgow \| \| \| \| 9m 35ch \| Dalmeny \| Dalmeny \| \| \| \| Forth Bridge über den Firth of Forth \| \| \| \| 11m 22ch \| North Queensferry \| North Queensferry \| \| \| \| North Queensferry Tunnel \| \| \| \| \| Inverkeithing Tunnel \| \| \| \| 13m 12ch \| Inverkeithing \| Inverkeithing \| \| \| \| \| \| \| \| 14m 51ch \| Dalgety Bay \| Dalgety Bay \| \| \| 17m 34ch \| Aberdour \| Aberdour \| \| \| \| ehemaliges Trajekt von Granton \| \| \| \| \| \| \| \| \| 20m 10ch \| Burntisland \| Burntisland \| \| \| \| Kinghorn Tunnel \| \| \| \| 22m 59ch \| Kinghorn \| Kinghorn \| \| \| 25m 70ch \| Kirkcaldy \| Kirkcaldy \| \| \| 14m 52ch \| Rosyth \| Rosyth \| \| \| \| von Stirling über Alloa \| \| \| \| 16m 68ch \| Dunfermline Town \| Dunfermline Town \| \| \| 18m 36ch \| Dunfermline Queen Margareth \| Dunfermline Queen Margareth \| \| \| 22m 42h \| Cowdenbeath \| Cowdenbeath \| \| \| 27m 67ch \| Lochgelly \| Lochgelly \| \| \| 30m 00ch \| Cardenden \| Cardenden \| \| \| 34m 72ch \| Glenrothes with Thornton \| Glenrothes with Thornton \| \| \| \| \| \| \| \| \| Levenmouth Rail Link nach Leven über Cameron \| \| \| \| 33m 20ch \| Markinch \| Markinch \| \| \| 39m 04ch \| Ladybank \| Ladybank \| \| \| 39m 09ch0m 03ch \| \| \| \| \| \| \| \| \| \| 14m 10ch44m 18ch \| \| \| \| \| \| \| \| \| \| 45m 66ch149m 23ch \| von Glasgow über Stirling \| von Glasgow über Stirling \| \| \| \| Moncrieffe Tunnel \| \| \| \| 151m 25ch \| Perth \| Perth \| \| \| \| nach Inverness und nach Dundee über Errol \| \| \| \| 42m 26ch \| Springfield \| Springfield \| \| \| 44m 50ch \| Cupar \| Cupar \| \| \| 50m 68ch \| Leuchars \| Leuchars \| \| \| \| \| \| \| \| \| Leuchars (alt) \| \| \| \| \| Tayport \| \| \| \| \| \| \| \| \| \| ehemaliges Trajekt nach Broughty Ferry \| \| \| \| \| East Newport \| \| \| \| \| West Newport \| \| \| \| \| Wormit \| \| \| \| \| \| \| \| \| \| Tay Bridge über den Firth of Tay \| \| \| \| \| von Perth über Errol \| \| \| \| 59m 14ch \| Dundee \| Dundee \| \| \| \| nach Aberdeen \| \| |                      |                                              |                                              |
| Strecke |                      | von London über die East Coast Main Line     | von London über die East Coast Main Line     |
| Bahnhof | 0m 00ch              | Edinburgh Waverley                           | Edinburgh Waverley                           |
| Bahnhof | 1m 19ch              | Edinburgh Haymarket                          | Edinburgh Haymarket                          |
| Abzweig geradeaus und nach links |                      | nach London über die West Coast Main Line    | nach London über die West Coast Main Line    |
| Kreuzung mit U-Bahn geradeaus unten |                      | Straßenbahn Edinburgh                        | Straßenbahn Edinburgh                        |
| Abzweig geradeaus und nach links |                      | nach Glasgow über Falkirk                    | nach Glasgow über Falkirk                    |
| Bahnhof | 4m 45ch              | South Gyle                                   | South Gyle                                   |
| Bahnhof | 5m 33ch              | Edinburgh Gateway                            | Edinburgh Gateway                            |
| Abzweig geradeaus und von links |                      | von Linlithgow                               | von Linlithgow                               |
| Bahnhof | 9m 35ch              | Dalmeny                                      | Dalmeny                                      |
| Brücke über Wasserlauf |                      | Forth Bridge über den Firth of Forth         | Forth Bridge über den Firth of Forth         |
| Bahnhof | 11m 22ch             | North Queensferry                            | North Queensferry                            |
| Tunnel |                      | North Queensferry Tunnel                     | North Queensferry Tunnel                     |
| Tunnel |                      | Inverkeithing Tunnel                         | Inverkeithing Tunnel                         |
| Bahnhof | 13m 12ch             | Inverkeithing                                | Inverkeithing                                |
| Abzweig geradeaus und nach links · Strecke von rechts |                      |                                              |                                              |
| Bahnhof · Strecke | 14m 51ch             | Dalgety Bay                                  | Dalgety Bay                                  |
| Bahnhof · Strecke | 17m 34ch             | Aberdour                                     | Aberdour                                     |
| Eisenbahnfähre (Strecke außer Betrieb) · Strecke · Strecke |                      | ehemaliges Trajekt von Granton               | ehemaliges Trajekt von Granton               |
| Strecke nach links (außer Betrieb) · Abzweig geradeaus und ehemals von rechts · Strecke |                      |                                              |                                              |
| Bahnhof · Strecke | 20m 10ch             | Burntisland                                  | Burntisland                                  |
| Tunnel · Strecke |                      | Kinghorn Tunnel                              | Kinghorn Tunnel                              |
| Bahnhof · Strecke | 22m 59ch             | Kinghorn                                     | Kinghorn                                     |
| Bahnhof · Strecke | 25m 70ch             | Kirkcaldy                                    | Kirkcaldy                                    |
| Strecke · Bahnhof | 14m 52ch             | Rosyth                                       | Rosyth                                       |
| Strecke · Abzweig geradeaus und von links |                      | von Stirling über Alloa                      | von Stirling über Alloa                      |
| Strecke · Bahnhof | 16m 68ch             | Dunfermline Town                             | Dunfermline Town                             |
| Strecke · Bahnhof | 18m 36ch             | Dunfermline Queen Margareth                  | Dunfermline Queen Margareth                  |
| Strecke · Bahnhof | 22m 42h              | Cowdenbeath                                  | Cowdenbeath                                  |
| Strecke · Bahnhof | 27m 67ch             | Lochgelly                                    | Lochgelly                                    |
| Strecke · Bahnhof | 30m 00ch             | Cardenden                                    | Cardenden                                    |
| Strecke · Bahnhof | 34m 72ch             | Glenrothes with Thornton                     | Glenrothes with Thornton                     |
| Abzweig geradeaus, nach links und von links · Strecke nach rechts |                      |                                              |                                              |
| Abzweig geradeaus und nach rechts |                      | Levenmouth Rail Link nach Leven über Cameron | Levenmouth Rail Link nach Leven über Cameron |
| Bahnhof | 33m 20ch             | Markinch                                     | Markinch                                     |
| Bahnhof | 39m 04ch             | Ladybank                                     | Ladybank                                     |
| Abzweig geradeaus und nach links · Strecke von rechts | 39m 09ch0m 03ch      |                                              |                                              |
| Strecke · Strecke |                      |                                              |                                              |
| Strecke · Kilometer-Wechsel | 14m 10ch44m 18ch     |                                              |                                              |
| Strecke · Strecke |                      |                                              |                                              |
| Strecke · Abzweig geradeaus und von halblinks | 45m 66ch149m 23ch    | von Glasgow über Stirling                    | von Glasgow über Stirling                    |
| Strecke · Tunnel |                      | Moncrieffe Tunnel                            | Moncrieffe Tunnel                            |
| Strecke · Bahnhof | 151m 25ch            | Perth                                        | Perth                                        |
| Strecke · Abzweig geradeaus und nach links |                      | nach Inverness und nach Dundee über Errol    | nach Inverness und nach Dundee über Errol    |
| Bahnhof | 42m 26ch             | Springfield                                  | Springfield                                  |
| Bahnhof | 44m 50ch             | Cupar                                        | Cupar                                        |
| Bahnhof | 50m 68ch             | Leuchars                                     | Leuchars                                     |
| Abzweig geradeaus und nach links · Strecke von rechts |                      |                                              |                                              |
| Bahnhof (Strecke außer Betrieb) · Strecke |                      | Leuchars (alt)                               | Leuchars (alt)                               |
| Bahnhof (Strecke außer Betrieb) · Strecke |                      | Tayport                                      | Tayport                                      |
| Strecke von links (außer Betrieb) · Abzweig geradeaus und nach rechts (Strecke außer Betrieb) · Strecke |                      |                                              |                                              |
| Eisenbahnfähre (Strecke außer Betrieb) · Strecke (außer Betrieb) · Strecke |                      | ehemaliges Trajekt nach Broughty Ferry       | ehemaliges Trajekt nach Broughty Ferry       |
| Bahnhof (Strecke außer Betrieb) · Strecke |                      | East Newport                                 | East Newport                                 |
| Bahnhof (Strecke außer Betrieb) · Strecke |                      | West Newport                                 | West Newport                                 |
| Bahnhof (Strecke außer Betrieb) · Strecke |                      | Wormit                                       | Wormit                                       |
| Strecke nach links (außer Betrieb) · Abzweig geradeaus und ehemals von rechts |                      |                                              |                                              |
| Brücke über Wasserlauf |                      | Tay Bridge über den Firth of Tay             | Tay Bridge über den Firth of Tay             |
| Abzweig geradeaus und von links |                      | von Perth über Errol                         | von Perth über Errol                         |
| Bahnhof | 59m 14ch             | Dundee                                       | Dundee                                       |
| Strecke |                      | nach Aberdeen                                | nach Aberdeen                                |

Die Bahnstrecke Edinburgh–Dundee ist eine Eisenbahnstrecke in Schottland. Sie verbindet Edinburgh über die Forth Bridge mit der Region Fife und von dort weiter über die Tay Bridge nach Dundee. Sie ist damit Teil der Verbindung von London nach Aberdeen. Darüber hinaus besteht eine Zweiglinie nach Perth. In Fife wird ein Teil der Strecke als „Fife Circle“ im S-Bahn-Betrieb mit Edinburgh verbunden.

## Geschichte
Im Jahre 1845 erhielt die „Edinburgh and Northern Railway“ die Erlaubnis für die Errichtung einer Verbindung von Edinburgh nach Perth und Dundee. Das System beruhte auf der Idee, den Firth of Forth und den Firth of Tay mittels Eisenbahnfähren zu überqueren; zunächst wurde daher nur eine Strecke von Burntisland zum Firth of Tay sowie die Abzweigung von Ladybank nach Perth errichtet. Daneben wurden am 30. Januar 1850 die weltweit ersten RoRo-Eisenbahnfähren in Betrieb gesetzt. 1871 wurde mit der Errichtung der ersten Brücke über den Firth of Tay begonnen, diese konnte im Jahre 1878 in Betrieb genommen werden. Allerdings stürzte diese erste Brücke in der berühmten Katastrophe am  28. Dezember 1879 ein, wobei 75 Personen ums Leben kamen. Sofort wurde mit der Konstruktion einer neuen Brücke begonnen, die heutige Tay Bridge konnte im Juni 1887 dem Verkehr übergeben werden. Am 4. März 1890 war dann auch die Forth Bridge über den Firth of Forth betriebsbereit; seither kann Dundee von Edinburgh aus direkt und ohne die Benutzung von Fähren erreicht werden.

## Verlauf
Von Edinburgh Waverley verläuft die Linie zunächst in westlicher Richtung und führt in der Nähe des Flughafens Edinburgh vorbei. Seit dem 11. Dezember 2016 existiert in dessen Nähe die Haltestelle „Edinburgh Gateway“, an der in ein Tram zum Flughafenterminal umgestiegen werden kann. Bei Dalmeny überquert die Linie auf der imposanten Forth Bridge den Firth of Forth; die Brücke ist seit dem Sommer 2015 als UNESCO-Weltkulturerbe anerkannt. Am Nordufer, in North Queensferry, erreicht die Linie Fife. Nur gut drei Kilometer weiter, nach Inverkeithing teilt sie sich in zwei Äste auf: Der nördliche führt im Landesinnern über Dunfermline, während der südliche Ast der Küste des Firth of Forth folgt. Vor Markinch vereinigen sich die beiden Äste wieder. Auf diesen beiden Ästen wird unter dem Namen „Fife Circle“ ein S-Bahn-Betrieb aufrechterhalten. Bei Ladybank verzweigt sich die Linie erneut. Während der westliche Ast nach Perth führt, erreicht der östliche nach wenigen Kilometern Leuchars, und damit jenen Bahnhof, welcher am nächsten an der Stadt St Andrews liegt. Anschließend überquert der östliche Ast auf der Tay Bridge den Firth of Tay, wobei das Nordende der Brücke bereits auf dem Gebiet von Dundee liegt.

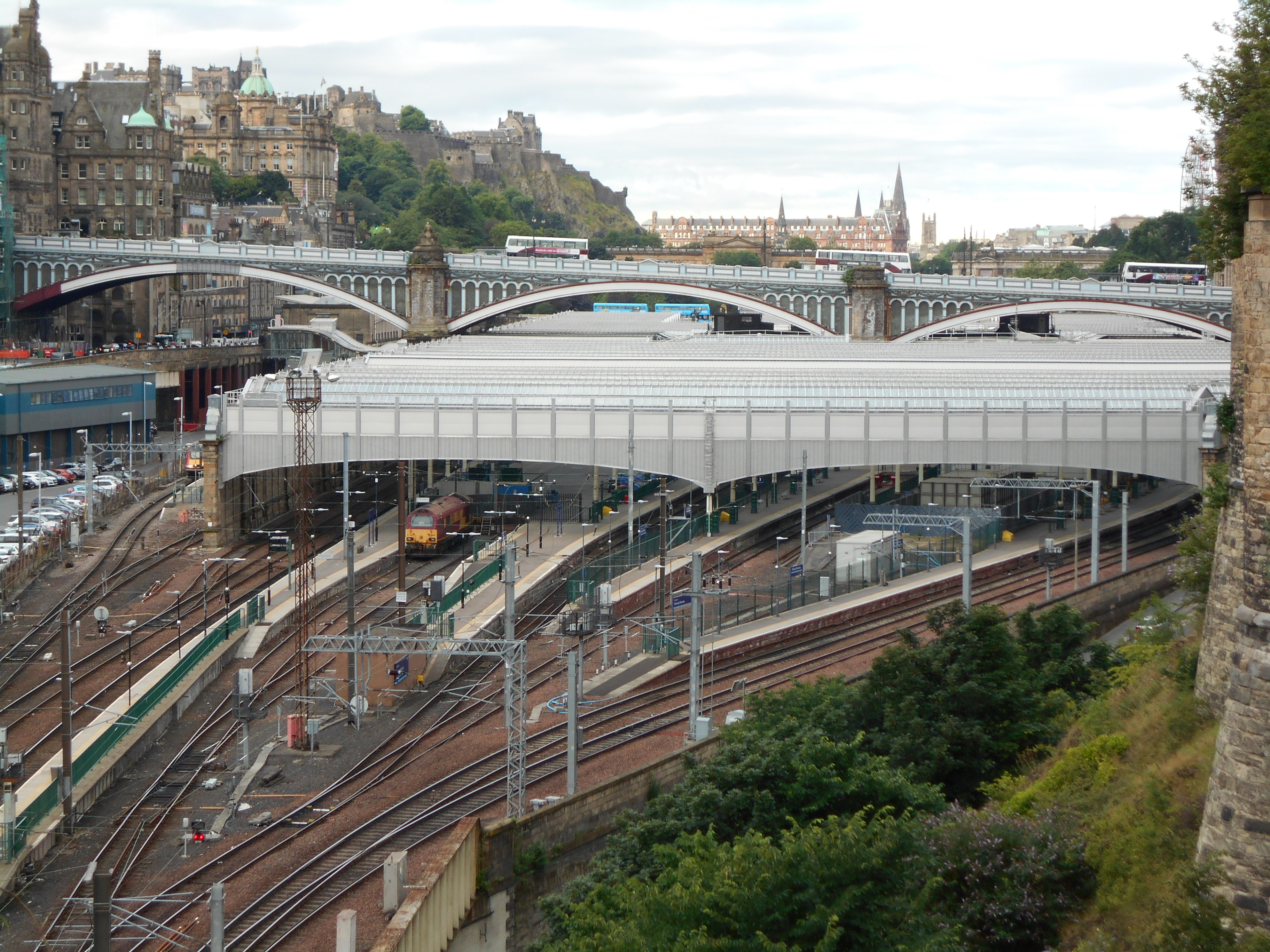
Bahnhof Edinburgh Waverley
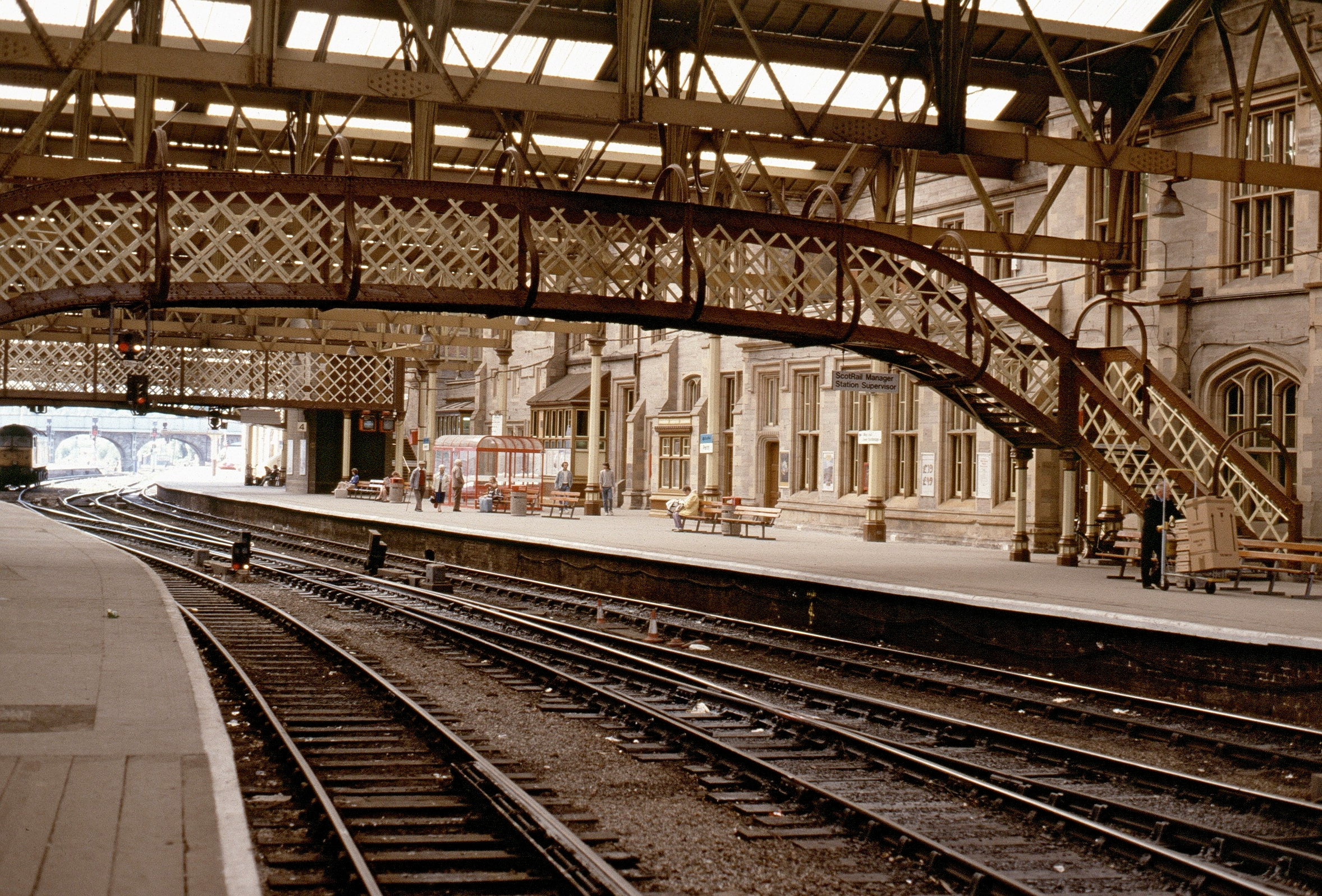
Bahnhof Perth, 1989

Set Mai 20224 ist die Stichstrecke Levenmouth Rail Link über Cameron nach Leven wieder in Betrieb die zuvor allenfalls für Güterzüge genutzt wurde. Die Kosten für die zweigleisige Sanierung in Höhe von 116 Millionen Pfund übernahm die Schottische Regierung. Eigentümer der Strecke ist Network Rail. Den Zugbetrieb übernahm ScotRail.

## Ausstattung
Die Linie ist, mit Ausnahme der Zweigstrecke von Ladybank nach Perth, durchgängig zweigleisig trassiert. Die Strecke ist Stand 2022 (mit Ausnahme des kurzen Abschnitts von Edinburgh Waverley nach Haymarket) nicht elektrifiziert. Im Juni 2022 startete die erste von insgesamt vier Phasen, um insgesamt 52 Kilometer im S-Bahn-Bereich „Fife Circle“ zu elektrifizieren. In Phase 1 wird der Abschnitt zwischen dem Bahnhof Edinburgh Haymarket und dem Bahnhof Dalmeny elektrifiziert. Die geschätzten Kosten dafür betragen 55 Millionen Pfund. Abschluss der Arbeiten in Phase 1 ist für Dezember 2024 geplant. Die Forth Bridge gestattet aufgrund zu niedriger Bauhöhen keine Oberleitung zu vertretbaren Kosten. Daher sollen mit Batterien ausgestattete Züge (BEMU's (Battery Electrical Multiple Unit's)) zum Einsatz kommen. In den drei folgenden Phasen sollen die Abschnitte zwischen den Bahnhöfen Kinghorn, Thornton, Ladybank and Lochgelly elektrifiziert werden.

## Heutiger Betrieb
Während die Verwaltung der Infrastruktur der Network Rail obliegt, wird der planmäßige Personenverkehr hauptsächlich von ScotRail durchgeführt. Daneben verkehren auf der Strecke einzelne Fernverkehrszüge (von und nach Aberdeen) von LNER und CrossCountry.
Zwischen Leven und Edinburgh Waverly besteht eine stündliche Verbindung. Eine halbstündliche Taktung über beide Äste des Fife Circle ist geplant.